# 헤마 (바이에른)

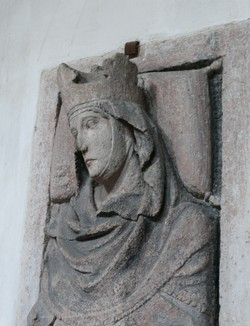
바이에른의 엠므의 석관

헴마(Hemma), 바이에른의 엠므(Emme of Bavaria, Emme von Bayern) 또는 아르톨프의 엠므(Emme of Artlof, 803년 - 876년 1월 31일)는 프랑크 왕국의 귀족, 동프랑크와 바이에른의 왕비이며, 루트비히 2세 드 게르만의 정비이다. 아르톨프와 바이에른의 공작 구엘프 1세의 딸이다.
벨프 가 출신으로, 843년 베르덩 조약 후 동프랑크의 왕비가 되었다. 카를로만 3세, 루트비히 3세 청년, 뚱보왕 카를의 모후이며 경건왕 루트비히의 후처가 된 바이에른의 유디트의 친 동생이다.

## 생애

### 젊은 시절
엠므는 벨프 가문 출신으로 803년경 아르톨프와 바이에른의 공작이자 레겐스부르크의 영주 구엘프 1세와 히스파니아 출신 헤드비가의 딸로 태어났다. 818년 경건왕 루트비히의 후처가 된 바이에른의 유디트의 동생으로, 820년 혹은 827년 경건왕 루트비히와 본처 이르멘가르트의 셋째 아들인 바이에른 국왕 루트비히 2세와 레겐스부르크에서 결혼하였다.

### 왕비 시절
루트비히 2세와의 사이에서 카를로만 3세, 루트비히 3세 청년, 뚱보왕 카를과 딸 신성로마 황후 이르멘가르트(이탈리아의 루트비히 2세의 황후), 기셀라, 베르타, 힐데가르트, 엠므 등을 두었다. 이르멘가르트는 로타르 1세의 아들인 황제 루트비히 2세의 황후가 되었고, 기셀라는 슈바벤의 그라파 베르크톨드와 결혼했는데, 후일 콘라두스 1세의 왕비가 되는 슈바벤의 쿠니군데의 외할머니가 된다.
한 전설에 의하면 그녀는 훌륭한 자질을 가졌다 한다. 루트비히를 축출하려 음모를 꾸미던 베네벤토의 군주 아델히스(Adelchis)가 루이에 대해 도전을 시도했다가 그녀가 남편 루트비히로 가장하여 그를 찾아가는 바람에 아델히스는 코르시카로 도망쳤다 한다. 한편 아델히스가 그녀에게 농락당한 일을 이탈리아의 귀족들은 오래도록 불쾌히 여겼다 한다.
남편 게르만왕 루트비히 2세는 다른 형제들과 함께 언니이자 시계모이기도 한 바이에른의 유디트와 정치적으로 갈등하였으나 왕비인 엠므와의 관계는 원만하였다. 843년 베르덩 조약으로 프랑크 왕국이 분할되고 남편 게르만왕 루트비히 2세가 동프랑크 왕국의 국왕이 되면서 왕비로 책봉되었다.

### 최후
그러나 아들 형제들이 독일인 루트비히를 상대로 반란을 일으켰을 때는 아들 중 카를로만을 과도하게 선호했다고한다. 반대로 랭스의 힝크마르는 그녀가 카를로만을 어떤 이유 때문인지 유독 학대했다고 주장한다.
엠마는 874년 무렵부터 뇌졸중을 앓았으며 마비되고 말문이 막혔다 한다. 876년 1월 31일에 사망하였다. 시신은 레겐스부르크(Regensburg)의 성 에메람 수도원에 안치되었으며 후일 남편 게르만왕 루트비히 2세, 아들 루트비히 3세 청년의 묘소 근처에 안치되었다.
한편 레겐스부르크에 있는 오뵈뮌스크 수도원에도 엠마의 묘지로 추정되는 묘소가 있다. 에메람 수도원에는 13세기 경 그의 묘지로 추정되는 곳에 그의 조각상이 건립되었는데 독일역사상 13세기의 중요한 기념물 중 하나로 간주된다.

## 가족 관계
서손자 위그는 둘째 아들 소 루트비히의 서자이고, 서손자 베른하르트는 셋째 아들인 뚱보왕 카를 3세의 서자였다.
- 아버지 구엘프 1세(Guwelf I), 바이에른과 아르톨프의 공작, 레겐스부르크의 영주
- 어머니 헤드비가(Hedwiga, 780 - 826)
  - 언니 바이에른의 유디트(Judit of Bayern, ? - 850)
  - 형부이자 시아버지 루트비히 1세 경건왕(Louis the Pious, 774 - 840)
    - 조카이자 시동생 대머리왕 카를 2세(Charles the Bald, 823 - 877)
    - 조카이자 시누이 프랑크의 기셀라(Gisela of Franks)
    - 조카사위 겸 시누이 남편 프리울리의 에버하르트(Everhard of Friuli)
      - 외종손 겸 시조카 베렌가리오 1세(Berengario I, 840 - 924)
- 남편 루트비히 2세(Louis the Germany, 802/803 - 876년)
  - 아들 카를로만 3세(Carloman, 820/828 - 880)
  - 며느리 이르멘가르트(Ermangard), 로타르 1세의 딸, 사위인 이탈리아의 루트비히 2세의 누이
  - 첩며느리 리트빈데(Litvinde, ? - 895)
    - 서손자 아르눌프(Arnulf von Carentia, 850 - 899년)
    - 서손부 서프랑크의 오다, 외드의 딸
    - 서손부 네우스트리아의 오다
      - 증손자 유아왕 루트비히 4세(Louis III the Child, 893년 - 911년)
      - 증손녀 헤드비가(Hedwiga)

    - 서손부
      - 증손자 츠벤티볼트(Zwentibold, 870년 - 900년)
      - 증손자 이탈리아의 라톨트(Ratold, 889년 - 929년)
      - 증손녀 글리스무트(Glismiut), 콘라두스 1세의 어머니
      - 증손녀사위 튀링겐의 콘라트(Conrad von Turringia)

  - 딸 힐데가르트(827 - 856)
  - 아들 루트비히 3세 청년(Louis the Younger, 830 - 882년)
  - 첩며느리 이름 미상
    - 서손자 위그(Hugh, 850년 - 880년)

  - 며느리 작센의 리우트가르트(Liutgard of Saxony, 845년 - 885년)
  - 딸 이르멘가르트(Ermangard, ? - 866년)
  - 사위 이탈리아의 루트비히 2세(Louis II, 822년 - 875년)
    - 외손녀 이탈리아의 이르멘가르트(Ermengard of Italy)
    - 외손녀사위 보소 5세(Boso V, ? - 887년)
      - 외외증손 맹인왕 루트비히 3세(Louis III the Blind, 880년 - 929년)

  - 딸 기셀라(Gisela)
  - 사위 베르크톨드(Berctold I of Swabia), 슈바벤의 그라프, 콘라두스 1세의 왕비가 되는 슈바벤의 쿠니군데의 외할아버지
  - 딸 베르타(Bertha, 877년 사망)
  - 아들 뚱보왕 카를(Karl III the Fat, 838년 - 888년)
  - 며느리 슈바벤의 리첼다(Richardis of Swabia)
  - 첩며느리 이름 미상
    - 서손자 베른하르트(Bernhard, 860 - 895년)

  - 딸 엠므(Emme)
- 시조부 샤를마뉴(Charlemagne, 740년 - 814년)

## 기타
그녀의 친정 조카인 구엘프 2세와 콘라트는 각각 독일 벨프 왕가와 부르고뉴의 벨프 왕가의 분가인 콘라디안 가의 시조가 되었다.

## 같이 보기
- 벨프 왕가
- 베르덩 조약
- 메르센 조약
- 리베몽 조약
- 루트비히 2세
- 유디트
- 대머리왕 카를 2세
- 베렌가리오 1세
- 콘라트 1세
- 구엘프 1세